# Комаром-Естергом
Комаром-Естергом (на унгарски: Komárom-Esztergom) е една от 19-те области (или комитати, megye) в Унгария. Разположена е в северната част на страната, на границата със Словакия. Административен център на област Комаром-Естергом е град Татабаня.